# 指挥链
指挥链是指軍事組織内部及不同軍事組織之間的命令傳達体系。命令通过指挥链自上而下传递，即命令从具有指挥权的上级（如軍官）开始，逐级下达至下级单位。下级军官或士官要么亲自执行命令，要么根据情况将命令继续向下傳達，直至命令最终由具体执行单位接收並執行。